# Farkasfalka

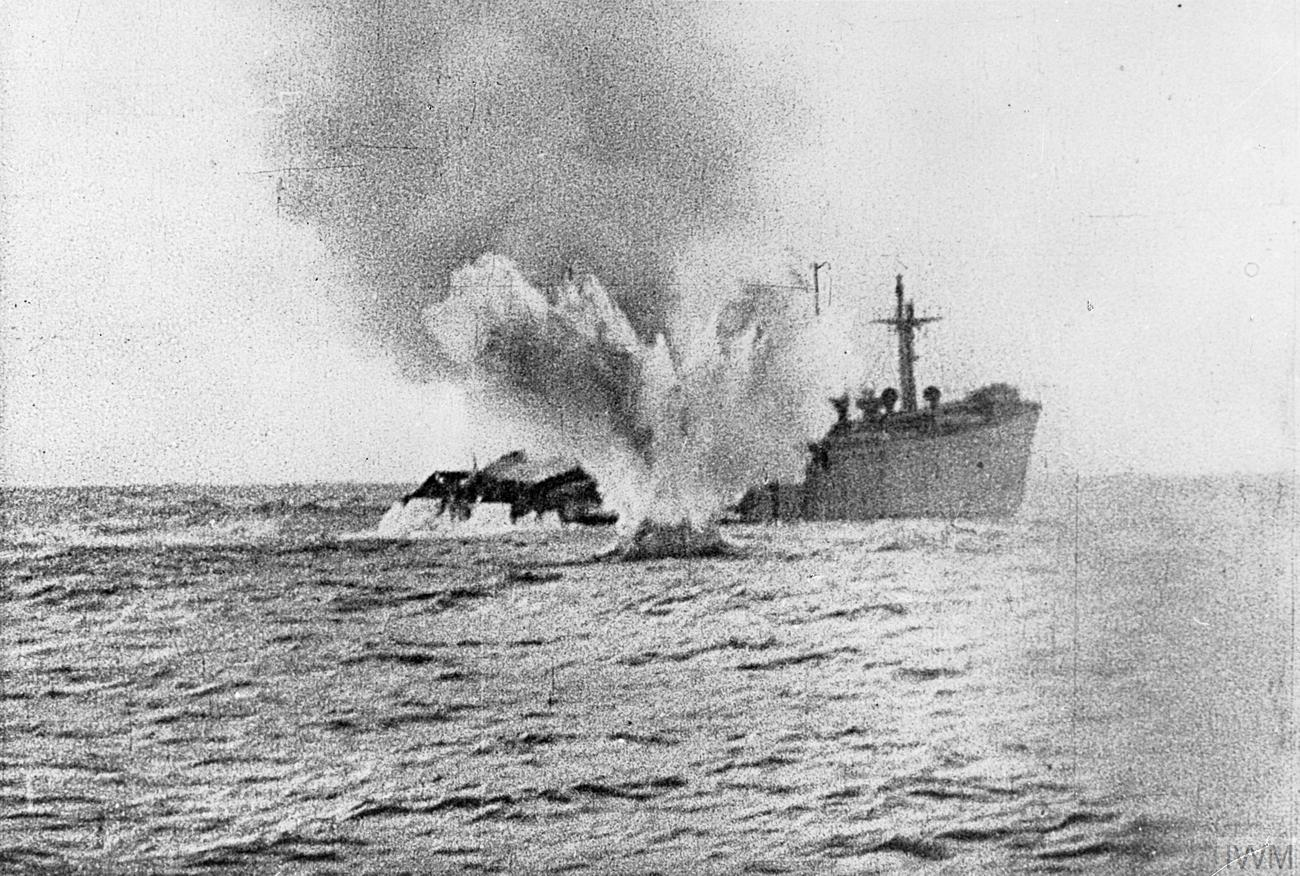
Egy tengeralattjáró fedélzeti fegyvereivel tüzel egy megtorpedózott, de úszóképesen maradt kereskedelmi hajóra

A farkasfalka egy a második világháborúban alkalmazott haditengerészeti taktika, amelynek lényege, hogy több tengeralattjáró támadt meg egy-egy konvojt.

## Előzmények
Már az első világháborúban bebizonyosodott, hogy a szállítóhajók legjobb védelme a konvojba szervezés. Így azok megvédése kevesebb védelmet biztosító hajóval megoldható. Ezen túlmenően nem magányos hajókat kellett támadni, hanem a védelem alatt álló hajóknál kényszerítették ki az összeütközést. Az angolok elhanyagolták a konvojok védelmét szolgáló hajók gyártását. Később az amerikaiak pedig tagadták a konvojok létjogosultságát.
A németek a felszíni hajókat részesítették előnyben. A tengeralattjáróik nagy távolságra nem voltak bevethetőek, bár már 1933-ban megtervezésre került egy nagy sebességű hidrogén-peroxid hajtóműves tengeralattjáró, de gyártását évekre elvetették. A kifejlesztett torpedók megbízhatatlannak bizonyultak. A forradalmian új rádióirányításnak köszönhetően a tengeralattjárókat közvetlenül tudták irányítani.

## Története

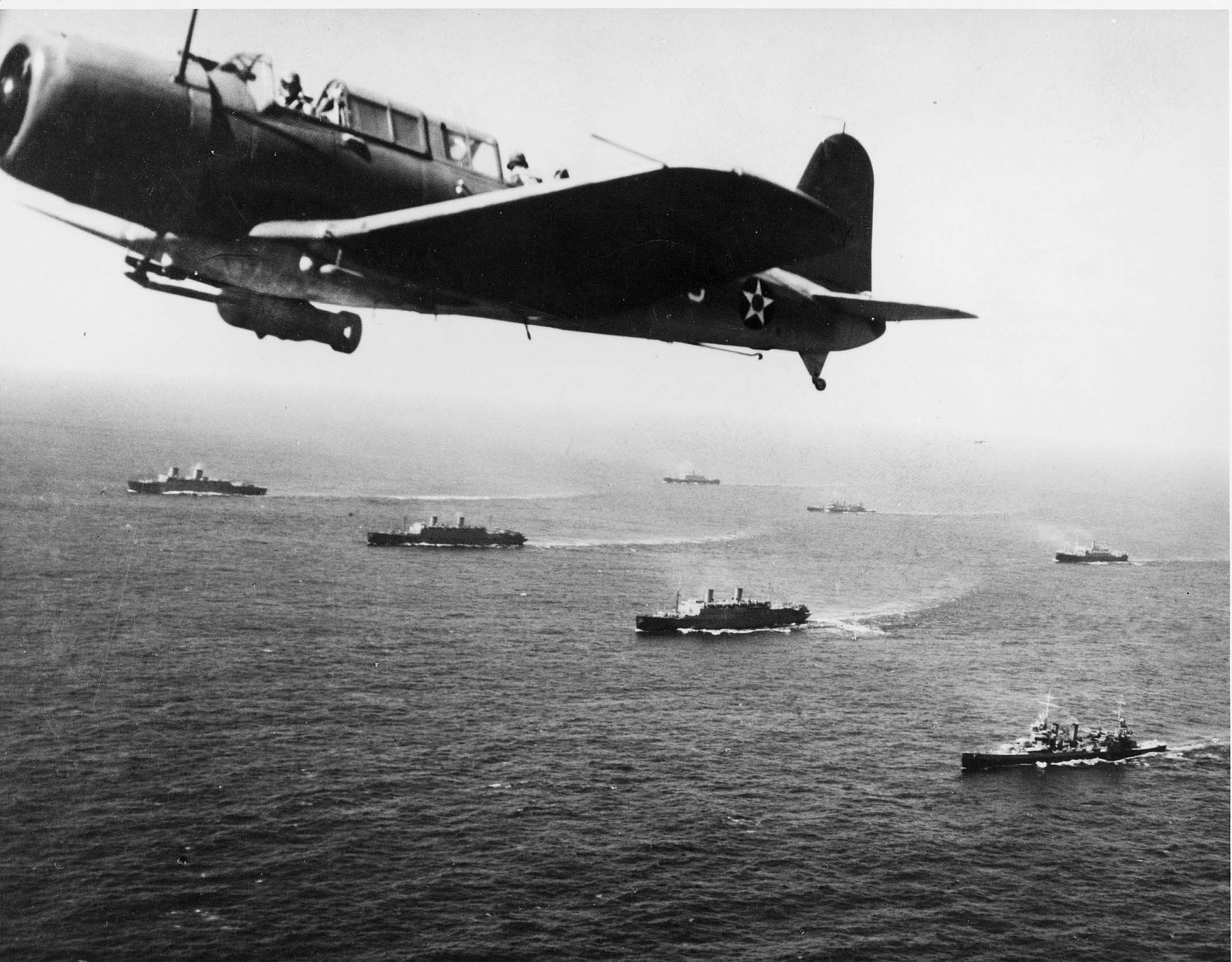
Egy SB2U Vindicator bombázó az USS Ranger (CV-4) repülőgép-hordozóról tengeralattjáró-elhárító őrjáraton a Fokvárosba tartó WS-12 konvoj felett, 1941. november 27-én. Az U.S. Navy már az USA hadba lépése előtt is gyakran nyújtott „semleges” védelmet a konvojoknak.

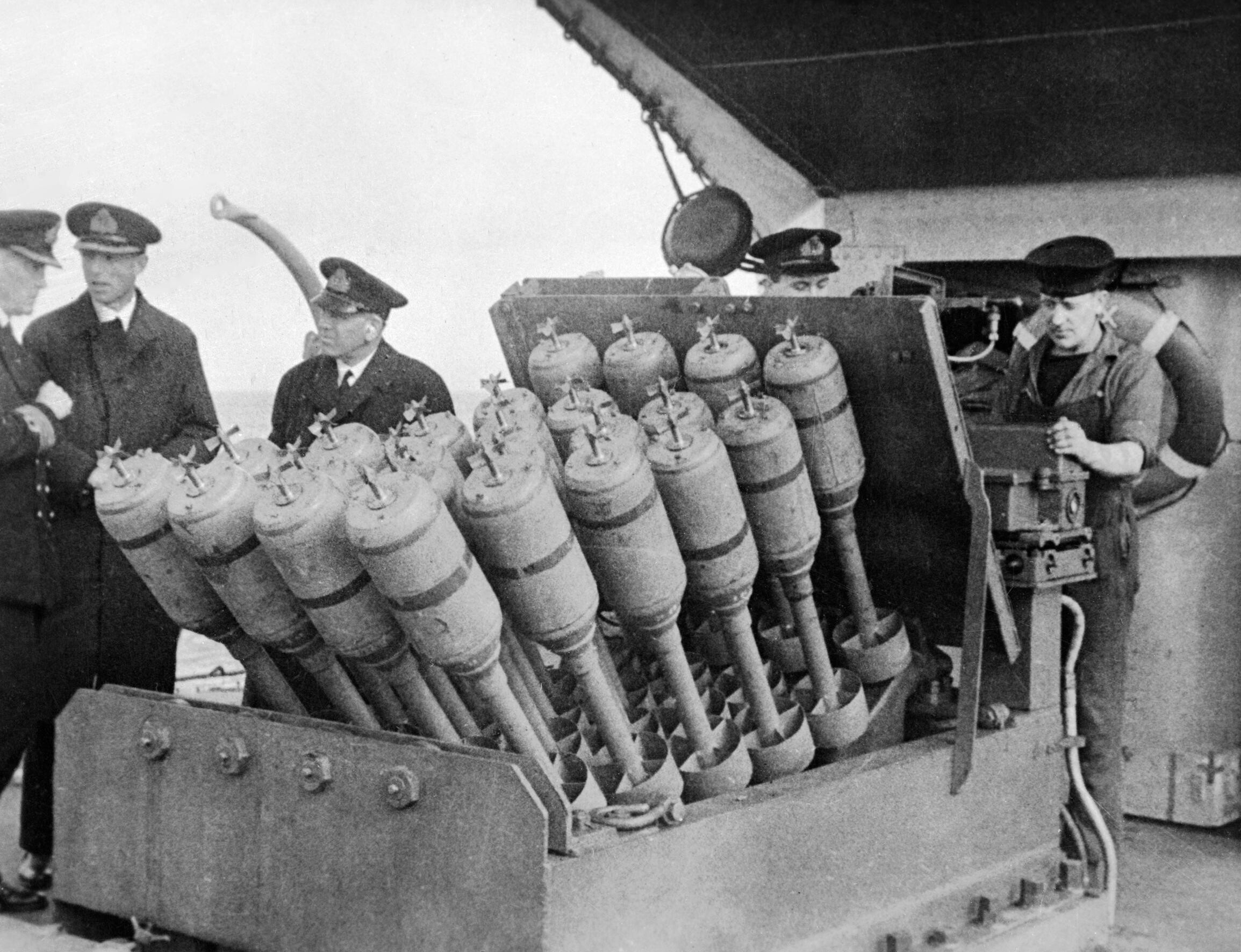
A HMS Westcott rombolóra szerelt Hedgehog (sündisznó) tengeralattjáró-elhárító vízibombavető

Karl Dönitz admirális dolgozta ki a farkasfalka taktikát az egyénileg tevékenykedő tengeralattjárók ütőképességének növelésére. Ennek lényege, hogy több tengeralattjáró összehangoltan támadt meg egy konvojt. (A japán konvojok elleni támadásokhoz az amerikaiak is alkalmazták ezt a taktikát.) A módszer a következő volt: amikor egy járőröző tengeralattjáró felfedezett egy konvojt, rádión jelentette a BdU-nak (BdU - Befehlshaber der U-Boote = a tengeralattjárók parancsnoka). A BdU az adott körzetben lévő tengeralattjáróknak elküldte a célkoordinátákat, és utasításba adta a gyülekezést.
Amíg a falka összeverődött, csendben észrevétlenül követték a kiszemelt áldozatokat, majd az sötétség beálltával támadásba lendültek, és megtizedelték a hajókaravánt. Kedvelt módszer volt, hogy beúsztak a konvoj közepébe, és közelről, /300-600 méter/ torpedózták meg a hajókat, a biztosabb találat érdekében, majd 2-3-4 torpedó kilövése után alámerültek, pozíciót változtattak. Nem volt ritka, hogy egyszerre több torpedót lőttek ki az egymáshoz közeli célpontok felé, remélve, hogy valamelyik célba talál. (Browning taktika) Általában egyszerre csak egy hajó támadott, mialatt a többiek várakoztak. Amint a támadó tengeralattjáró alámerült a helyváltoztatás miatt, rögtön támadásba lendült a következő U-boot. Mindezt addig folytatták, amíg lehetőségük engedte. A csatának általában torpedó- vagy üzemanyag-hiány vetett véget, ritkább esetben a hajnal. Nem egyszer előfordult, hogy a falka napokig „rájárt” a konvojra, amíg a lehető legnagyobb kárt nem okozta nekik. A konvoj elhaladásával helyben várakoztak a következő konvojra. Egy-egy tengeralattjáró pedig a sérült vagy lemaradt hajókra vadászott.

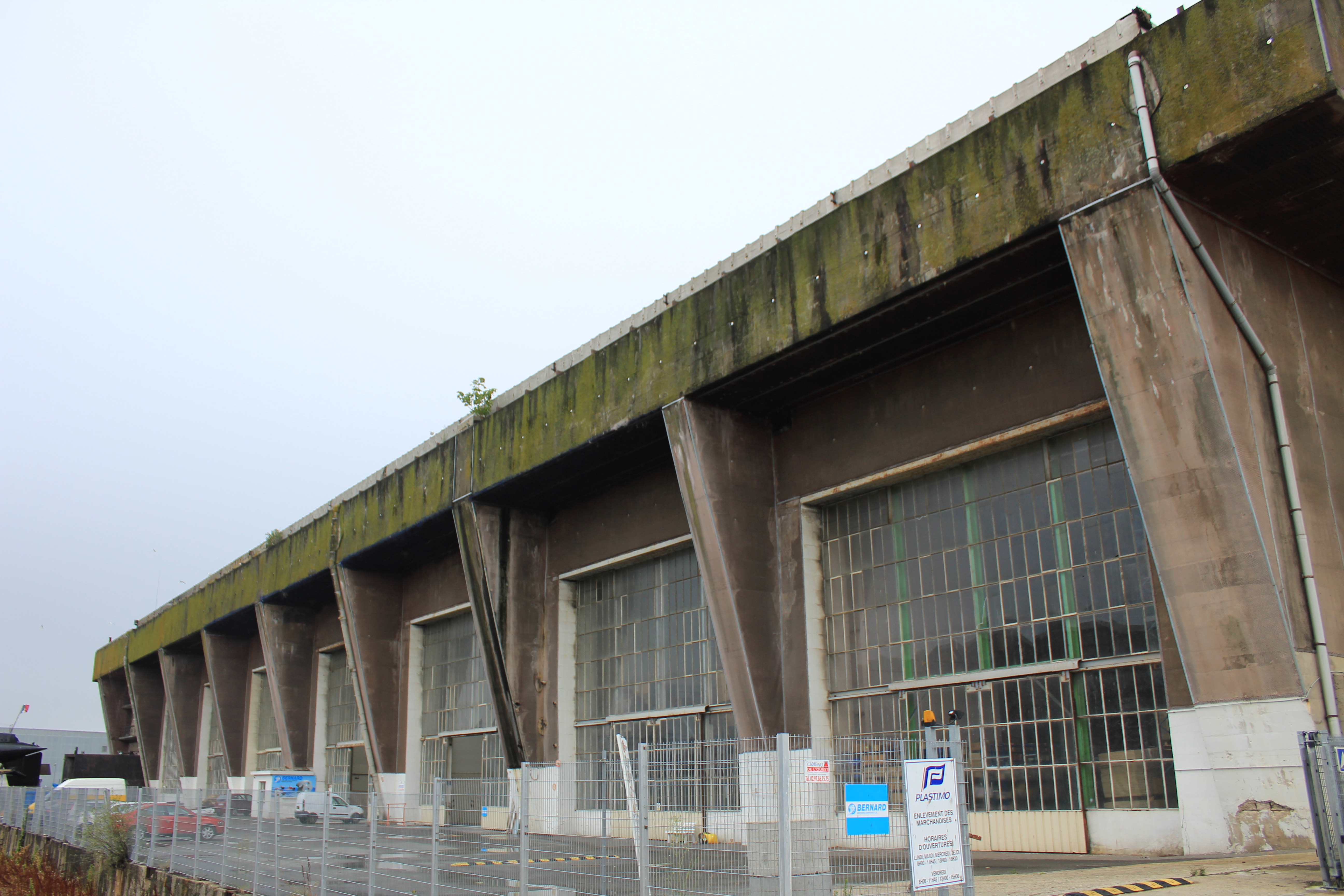
Keroman tengeralattjáró-bázis Lorient-ben. A szövetségesek intenzív bombázásainak kiemelt célpontjai voltak az ilyen hangárok. Bár ezekben a bombabiztos építményekben nem sok kárt tudtak tenni, a város nagyon megszenvedte az akciókat.

| 1942 hónapjai | A tengeralattjárók által elsüllyesztett hajók az Atlanti-óceánon (1000 tonna) | Valamennyi hadszíntér egybevetve (1000 tonna) |
| ------------- | ----------------------------------------------------------------------------- | --------------------------------------------- |
| január        | 190                                                                           | 420                                           |
| február       | 290                                                                           | 680                                           |
| március       | 350                                                                           | 834                                           |
| április       | 280                                                                           | 675                                           |
| május         | 425                                                                           | 705                                           |
| június        | 405                                                                           | 834                                           |
| július        | 190                                                                           | 618                                           |

## Hatása a tengeri háborúra

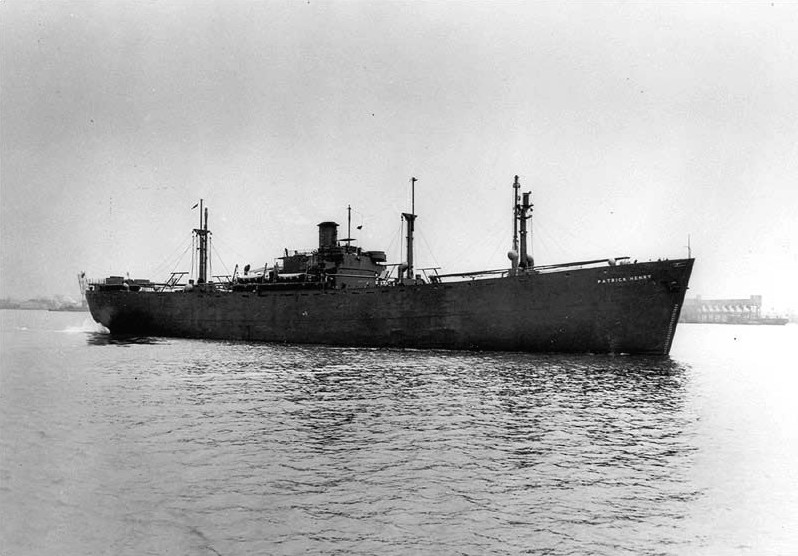
Az SS "Patrick Henry" Liberty hajó 1941-ben, vízrebocsátása után

A tengeralattjáró háború a Harmadik Birodalom számára bizonyos értelemben pótcselekvés volt felszíni flottájuk, és légierejük sikertelenségének kompenzálására. Kezdetben igen nagy sikereket értek el, és csaknem megbénították Anglia tengeri utánpótlási vonalait. Gyökeresen megváltozott a helyzet az Egyesült Államok hadba lépése után. Az ország hatalmas ipari potenciálját háborús termelésre állította. Olyan mennyiségben gyártotta az olcsó szállító hajókat, a Liberty osztályt, hogy ezzel a német tengeralattjárók hajótér-pusztító kapacitása már semmilyen taktikával nem vehette fel a versenyt. Brit és amerikai tudósok közben lázasan dolgoztak a tökéletesebb és hatékonyabb tengeralattjáró-elhárító eszközök kifejlesztésén. Egyre jobban éreztette a hatását a szövetségesek elsöprő légi fölénye is. Ráadásul a németeknek fogalmuk sem volt arról, hogy a szövetségesek feltörték az Enigma kódot, így lehallgatták és megfejtették a tengeralattjáróknak küldött titkos parancsokat. A rádió-iránybeméréssel pedig gyorsan meghatározták az éppen adást adó tengeralattjáró helyzetét. A német tengeralattjárókat a találkozásra kijelölt helyeken szövetséges hadihajók, kis méretű anyahajók várták. A repülőgépek méteres, később centiméteres radarral voltak felszerelve, mellyel a tengeralattjárókra később felszerelt ágyúk hatótávolságán kívülről tudták a tengeralattjárókat megsemmisíteni. A németek az ipari kapacitás és a nyersanyagok elégtelensége miatt nem tudtak nagyobb számú modern tengeralattjárót harcrendbe állítani. Veszteségeik olyan súlyosak voltak, amelyeket csak a japán kamikazék veszteségei múltak felül (Dönitz saját fia is elesett). Az aránytalan veszteségek miatt Dönitz kénytelen volt tengeralattjáróit bázisaikra visszarendelni. A veszteségeket az időjárással, a parancsnokok tapasztalatlanságával és emberi tényezőkkel indokolták.

## A kudarc okai
- A kezdeti sikereket nagyrészt a szövetségesek felelőtlensége, egyet nem értése tette lehetővé. (Elsősorban az amerikai Ernest King[6] tengernagy hibájából.) Azok okultak saját hibájukból, és mindent elkövettek azok kiküszöbölésére.
- A németek, bár kezükbe került egy lezuhant bombázó, és vele a magnetron cső, nem gondolták, hogy a szövetségeseknek sikerült megoldani a repülőgép-fedélzeti radar problémáját, mivel nekik nem sikerült.
- Vakon bíztak az Enigmában, és a szövetségesek mindent elkövettek, hogy maradjanak abban a hitben, hogy az megfejthetetlen.
- Míg az angol-amerikai együttműködés a kutatás területén teljesen összehangolt volt, addig a németeknél egymástól elszigetelten folytak kutatások az elhárító eszközökre.
- A német parancsnokok élükön Raederrel és Dönitz-el leragadtak a napi gondoknál, és nem tekintettek előre.
- Hitler megosztotta a tengeralattjáró flottát. Kesselring és Rommel megsegítésére tengeralattjárókat vezényelt a Földközi- tengerre, valamint félvén Norvégia megtámadásától további 20 darabot vezényelt oda. Így kezdetben a rendelkezésre álló 256 hajóból mindössze fél tucatot vetettek be a Dobütés (Paukenschlag) hadműveletnél.
- A Siginten keresztül az angol hírszerzés bőven ellátta információval az amerikai haditengerészetet.
- A centiméteres radar feltalálása után éjszaka is be tudták mérni, és 15 km-es körzetben lebombázni a német hajókat.
- A kezdeti sikerek a német vezetést túl magabiztossá tették. A háborút már megnyertük szemlélet uralkodott el. Ez a szükséges fejlesztések, stratégiák elhanyagolásával járt. A rövid távú eredményeket a hosszabb távú fejlesztések elé helyezték.

### Német tengeralattjárós ászok
- Günther Prien[7] „Scapa Flow bikája”
- Joachim Schepke[8] U-100
- Otto Kretschmer[9] „egy torpedó-egy hajó"
- Fritz-Julius Lemp[10] U-30 "az első"
- Erich Topp[11] Német tengeralattjárók amerikai partoknál

### Típusok áttekintése[12]
- U-Boat IA
- U-Boat IIA
- U-Boat IIB
- U-Boat IID
- U-Boat IXA
- U-Boat IXB
- U-Boat IXC
- U-Boat IXD
- U-Boat VIIA
- U-Boat VIIB
- U-Boat VIIC
- U-Boat XB
- U-Boat XXI
- U-Boat XXIII
- U-flak
- Milchkuh (Fejőstehén)